# Substation 42
El Substation 42  es un edificio histórico ubicado en Nueva York, Nueva York. El Substation 42 se encuentra inscrito  en el Registro Nacional de Lugares Históricos desde el 9 de febrero de 2006. 

## Ubicación
El Substation 42 se encuentra dentro del condado de Nueva York en las coordenadas 40°45′37″N 73°58′09″O / 40.760278, -73.969167.